# Pourquoi les hommes n'écoutent jamais rien et pourquoi les femmes ne savent pas lire les cartes routières

Pourquoi les hommes n'écoutent jamais rien et pourquoi les femmes ne savent pas lire les cartes routières (Warum Männer nicht zuhören und Frauen schlecht einparken) est un film allemand de Leander Haußmann sorti en 2007 et en France en 2009, inspiré du livre éponyme écrit par Allan et Barbara Pease.
Le film est une comédie à valeur de documentaire, comme en témoigne la voix off, qui distille des informations concernant la sociologie et les relations homme-femme en particulier, bien que ces informations soient contestées par de récentes recherches neurologiques.

## Synopsis
Jan, qui est avocat, interrompt son rendez-vous amoureux avec Mélanie pour aller vérifier si la carrosserie de sa voiture n'a pas été rayée par une jeune femme, Katrin, lorsqu'elle a essayé de se garer. Pendant ce temps, son colocataire, Rüdiger, rentre et éprouve le coup de foudre pour Mélanie. Les uns et les autres vont devoir gérer les problèmes de la vie trépidante des sociétés occidentales actuelles...

## Fiche technique
- Titre original : Warum Männer nicht zuhören und Frauen schlecht einparken
- Réalisation : Leander Haußmann

## Distribution
- Benno Fürmann : Jan
- Jessica Schwarz : Katrin
- Matthias Matschke : Rüdiger
- Annika Kuhl : Melanie
- Uwe Ochsenknecht : Jonathan Armbruster
- Tom Schilling : Krischl